# Helmut Braselmann
Helmut Braselmann (* 18. September 1911 in Barmen; † 23. Februar 1993 in Wuppertal) war ein deutscher Feldhandballspieler.
Er war Mitglied des Teams, das die Goldmedaille bei den Olympischen Sommerspielen 1936 gewann. Er spielte neben dem Finale ein weiteres Match. Außerdem gewann er die 1. Feldhandball-Weltmeisterschaft 1938 mit dem deutschen Team. 
1936 war Braselmann Mitglied von Tura Barmen, einem Vorgängerverein von Grün-Weiß Wuppertal, mit dem er 1951 in die Handballoberliga aufstieg, die seinerzeit höchste Spielklasse Westdeutschlands.